# Egon Rasmussen
Egon Rasmussen (Rønnede, 3 maggio 1936 – 23 giugno 2003) è stato un calciatore danese, di ruolo attaccante.

## Carriera

### Nazionale
Esordisce il 15 ottobre 1961 contro la Finlandia (9-1), alla quale sigla una doppietta.